# Lodowiec Fergusona
Lodowiec Fergusona (ang. Ferguson Glacier) – lodowiec na Wyspie Króla Jerzego, na południowym krańcu Półwyspu Kellera, na południowym zboczu Flagstaff Hill, powyżej stacji antarktycznej Comandante Ferraz. 